# Jorge Martín Torres Carbonell
Jorge Martín Torres Carbonell (ur. 22 kwietnia 1954 w Buenos Aires) – argentyński duchowny katolicki, biskup Gregorio de Laferrère od 2020.

## Życiorys
Święcenia kapłańskie przyjął 18 listopada 1983 i został inkardynowany do archidiecezji Buenos Aires. Pracował głównie jako duszpasterz parafii na terenie miasta (m.in. w sanktuarium św. Kajetana). Był także m.in. diecezjalnym duszpasterzem młodzieży oraz wikariuszem biskupim.
21 listopada 2014 papież Franciszek mianował go biskupem pomocniczym diecezji Lomas de Zamora oraz biskupem tytularnym Aquae in Byzacena. Sakry udzielił mu 27 lutego 2015 ordynariusz Lomas de Zamora - biskup Jorge Lugones.
30 czerwca 2020 został mianowany biskupem ordynariuszem diecezji Gregorio de Laferrère, zaś 15 sierpnia 2020 kanonicznie objął urząd.